# 迪·吉布森
小迪·吉布森（英語：Dee Gibson Jr.，1923年8月25日—2003年4月8日），美国NBA联盟前职业篮球运动员。